# Вайяпури Пиллай
Рао Сахиб Сараванапперумал Вайяпури Пиллай (там. ச. வையாபுரிப் பிள்ளை, англ. S. Vaiyapuri Pillai; 12 октября 1891, Мадрасское президентство, Британская Индия — 17 февраля 1956, Мадрас) — тамильский учёный, лингвист, профессор, адвокат, юрист, издатель, коллекционер.

## Биография
До 1912 года изучал право в университете. В 1915—1926 годах работал юристом в Тривандраме и Тинневли. В 1926 году был назначен редактором комитета по изучению тамильского лексикона в Мадрасском университете.
С 1951 по 1954 год был почётным профессором тамильского языка в Керальском университете в Тривандраме. Выйдя на пенсию в 1954 году, вернулся в город Мадрас, где и умер 17 февраля 1956 года.
Отредактировал и опубликовал на основе оригинальных рукописей нескольких тамильских классиков. Известен, как редактор словаря тамильского языка, опубликованного Мадрасским университетом в 1920-х годах. Автор более сорока книг и сотен исследований и статей. 
Коллекционер, в его частной коллекции хранились тысячи книг на тамильском, английском языках, санскрите и малаялам. Его коллекция также включала сотни рукописей на пальмовых листьях. Позднее эта коллекция была передана в дар Национальной библиотеке Индии в Калькутте.

## Избранные труды
- History of Tamil Language and Literature. 1956